# 元祖国際秘宝館
元祖国際秘宝館（がんそこくさいひほうかん）は、近畿観光開発が展開していた秘宝館の総称。1972年（昭和47年）10月、三重県度会郡玉城町に伊勢館が開館し、1981年（昭和56年）には鳥羽市に鳥羽館（SF未来館）、山梨県東八代郡石和町（現・笛吹市）に甲府石和館が開館した。姉妹館の甲府石和館は1987年（昭和62年）、鳥羽館は2000年（平成12年）に閉館し、残る伊勢館も2007年（平成19年）3月31日をもって閉館した。
従来の、性器を象った神体や男女の交歓を描いた古美術の展示に留まらず、等身大のマネキンやジオラマによる視覚的エンターテインメントを目指した「秘宝館」としては最初の施設であり、元祖国際秘宝館の成功後、全国各地に秘宝館が開館していったことから、「秘宝館の始祖」と称される。

## 沿革

### 前史
元祖国際秘宝館を建設したのは、真珠の加工販売会社「松野パール」を経営していた松野 正人（1929年〈昭和4年〉 - 1989年〈昭和64年/平成元年〉）である。後述する「近畿観光開発」の事業で地元の観光開発にも尽力し、三重県ドライブイン協会理事・三重県物産振興会理事・伊勢市観光協会理事・伊勢市商工会議員常議員などを歴任しており、『伊勢市年鑑』にも「県内在住著名人」として掲載されている。
松野は東京生まれだが、小学校低学年のときに三重県の鳥羽に移住した。父の勢太郎は漁師のほかに真珠の仕事も手掛けており、港へ来航する外国船員へ、真珠の製品の販売もしていたという。やがて成長した松野も「松野工芸」を設立し、貝の彫り物を制作する事業を興したが、常に新規事業を模索し、女性用ストッキングの生産を試みたり、伊勢湾台風の際にトタンを大量に仕入れるなどしているものの、大手業者には敵わず、いずれも失敗に終わっている。
のちに松野一家は伊勢へ転居したが、そこで松野は指輪のキャスト（型）を開発し、指輪の大量生産技術を確立。社名を「松野パール」に変更して株式会社化し、成功を収めた。また、真珠の卸売のみならず直売も始め、1964年（昭和39年）から翌年にかけて開催されたニューヨーク万国博覧会でも「フジヤマ・パール」の名で真珠を出品・販売した。日本の真珠が珍しかった当時、これは大変な好評を博したとされる。
博覧会への出品と同時期に、松野は「近畿観光開発」を設立。1963年（昭和38年）8月、のちに秘宝館を隣接させることになる度会郡玉城町の、国道23号線（現・県道37号線）沿いの土地に、真珠直売所を兼ねたドライブイン「パールクイン」を建設した。これは、博覧会の際に見てきたアメリカのような車社会が近く日本にも来る、との予測による新事業だった。周辺は当時、田と山しかない場所だったが、伊勢神宮へ向かう観光バスは必ずこの有料道路を通る必要があったため、パールクインは多くの観光客を受け入れた。
ドライブイン内部や敷地内には真珠直売所のほか、レストラン、宿泊施設、ガソリンスタンド、当時ブームだったボウリング場も開設したが、バイパスの開通やボウリングブームの終焉によりテコ入れが必要となり、1972年（昭和47年）10月、ボウリング場の半分を転用した空間に「性のコレクション」の陳列を始めた。このコレクションは、松野が外国旅行の中で買い集めた土産物で、以前は家に来た客に見せるだけのものだったが、のちに食堂で展示するようになり、それがきっかけとなったという。展示に当たっては、家族や親戚の猛烈な反対に遭ったが、反対されると却って燃える性格であった松野は、反対を押し切って陳列に踏み切った。松野はのちに、次のように述べている。
その後、このコレクション陳列の効果で観光バスがよく来るようになったため、松野はこれを更に宣伝することにし、交尾をする姿の馬の剥製をトラックに積み、『元祖国際秘宝館小唄』を流しながら走り回ったという。その範囲は名古屋にまで及んだ。1974年（昭和49年）4月には、展示スペースの増築も行っている。
松野はこの頃、秘宝館の着想を得るために、カメラマンを連れて世界各国を旅行している。この旅行では、インドのカジュラホ寺院のミトゥナ像を取材したり、カーマ・スートラを研究したりし、東南アジア、アフリカなども回った。都築（2023）は、「国際秘宝館」の名称と内部のエキゾチックな世界観は、松野のこうした最初の着想に由来するものであるとしている。

### 開館と隆盛
元祖国際秘宝館（のちの伊勢館）の開館時期は、1972年（昭和47年）10月である。開館直前に松野を取材した『週刊大衆』は、1972年（昭和47年）10月15日と報じている。当初の名称は「国際秘宝館」で、展示の制作費は約3億5,000万円、展示物収集に要した費用を合わせて、優に5億円を超える金額が費やされた。
「秘宝館」という名称の施設は、元祖国際秘宝館に先駆けて1969年（昭和44年）に徳島県に開館した「男女神社秘宝館」（おめじんじゃひほうかん）が最初のものである。しかし男女神社秘宝館の展示は、古くから神社にみられる、性器を象った神体や男女の交歓を描いた古美術などに限られている。学術的な体裁から脱却し、等身大のマネキンやジオラマによる視覚的エンターテインメントを目指した施設としては、元祖国際秘宝館がその名の通りの「元祖」ということになる。
1978年（昭和53年）、または1979年（昭和54年）7月、アラビア風の城を模した建物を建設。当初は閑散としていたが、徐々に口コミで広まり、やがて大盛況となった。この頃にテレビドラマ『特別機動捜査隊』のロケ地となったことで一躍有名となった、ともされる。また松野自身も「性学博士」として『23時ショー』に出たり、『11PM』に、純金製のペニス模型を持って出演するなどし、話題の人となった。一時期はラジオ番組のレギュラーまで務めていたとされる。秘宝館の人気は爆発的に高まり、絶頂期を迎えた。
元祖国際秘宝館の成功後、全国各地では次々に他の秘宝館も開館し、昭和60年代初頭までは、「温泉観光にはつきもの」というほどの人気を集めるに至った。田中（1999）は、かつては伊勢観光へ行く団体旅行のバスは、決まって秘宝館を訪れ、到着前の車中ではバスガイドが元祖国際秘宝館のテーマソング『国際秘宝館小唄』を歌っていた、としている。近畿観光開発によれば、入館者数は1977年（昭和52年）末までに100万人、1982年（昭和57年）には200万人を突破し、ピークであった1977年（昭和52年）には、年間27万3,748人（一日平均約750人）の入館者数を記録している。
1983年（昭和58年）には、伊勢館では「馬の交尾実演ショー」の開催を始めている。これは様々な動物の中から馬を選び、発情を持続するための研究を3年間続けた末、ようやく成功したものとされる。ショーの発案は「単なる展示に堕してはならない」という松野の信念から生まれたものであったが、交尾の回数を操作することは困難で、当初導入したサラブレッドでは幾ら試しても上手くゆかなかったところ、松野が野生馬に関しては発情期が不明とされていることを知り、北海道から野生馬を導入して、初めて成功したという。

### 分館の展開
全国に新しい秘宝館が次々と開館していくのに対抗して、元祖国際秘宝館は分館の開設に着手。1981年（昭和56年）に同じ三重県の鳥羽市に「鳥羽館」が、山梨県東八代郡石和町（現・笛吹市）に「甲府石和館」が開館した。これら姉妹館の開館により、これまで単に「元祖国際秘宝館」と呼ばれていた伊勢館は、「伊勢館」として区別されるようになった。
しかし姉妹館建設に際しては、いずれも地元で激しい反対運動が起き、石和のほうは訴訟問題に発展したため、展示完成から開館までに5年も掛かっている。また開館前の鳥羽館について、『月刊自治研』1981年1月号は、業者側は「もっともらしい建築確認申請」をして許可を得てしまったものの、人形の搬入段階で市民団体が内容に気付き、営業阻止の反対運動を展開し始めたが、市も県も法的に規制する妙案がなく、頭を痛めている、と報じている。この段階では県は、地元からの突き上げで営業許可を引き延ばしていた。その後、鳥羽館も石和同様に訴訟に発展するが、最終的には和解の条件として、展示される人形の局部や陰毛を隠すこととなったため、男性器は鋸で切り落とし、女性器は石膏で埋めた形で展示することとなった。
更にある時には、マネキンの女性器が露わになっていたとして、甲府石和館の責任者であった松野憲二（松野の次男）が、わいせつ物陳列罪で逮捕されるという事件も起こっている。マネキンは創始者の初代松野の意志で性器までリアルに作り、展示の際は布で隠していたが、客がめくってそのままになっていたところを、以前より内偵していた刑事に摘発されたのだった。初代松野を庇う形で二代目が逮捕され、結果的に略式裁判で決着したが、女性器が露わになったマネキン約6体が押収され、罰金約25万円を科せられている。
甲府石和館は1987年（昭和62年）、鳥羽館は2000年（平成12年）に閉館した。設定となる舞台が1999年であった鳥羽館は、閉館時に「2000年になったので閉館させていただきます」との張り紙をシャッターに掲げたという。甲府石和館の建物は、複合施設への改修を経てのち「ドン・キホーテいさわ店」として利用されていたが、2021年（令和3年）6月20日をもって閉店し、跡地の利活用方法は、同月の時点で未定となっている。

### 伊勢館の閉館
伊勢館は、2007年（平成19年）3月31日をもって閉館した。松野憲二は閉館の理由として、「なにぶん経営的に苦しい状態が続いていたものですから」とし、最近の入館者は年間1万人前後であったことを明かしている。またその他の理由として、維持管理費が掛かること、老朽化した施設の改装費をこの状況では掛けられないこと、高速道路が伊勢まで延伸されたため、伊勢館前の道路を通る観光客が減少したこと、を挙げている。
閉館から数年後には、伊勢館だった建物は取り壊され、更地となった。その後、同地は、ザ・ビッグエクストラ玉城店の敷地の一部となっている。

## 各館

### 伊勢館
元祖国際秘宝館 伊勢館（がんそこくさいひほうかん いせかん）は、三重県度会郡玉城町世古345に所在した。料金は2007年（平成19年）の時点では2,000円、営業時間は午前9時から午後6時までだった。
展示物は大小併せて1万点を超え、展示面積は6,000平方メートル、通路の全長は600メートルに及ぶ。質量共に、他の秘宝館の追随を許さない存在だった。展示内容は2005年（平成17年）の時点で、一号館から四号館に分かれており、それぞれ「ギリシャ神話コーナー」「アニマルパラダイス」「陰部神社」「保健衛生コーナー」となっていた。
展示内容としては、ギリシャ神話をはじめ、エスキモーの出産やアフリカの女性器切除、中世ヨーロッパの拷問風景、伊勢古市の遊廓などを等身大人形によって再現するという、国際秘宝館の名の通り、性をテーマに世界各地をまなざす、というものだった。白鳥に犯されるレダ、北欧ヴァイキングの酒池肉林の光景、レズビアンを見つめるモナ・リザ、ラクエル・ウェルチなどの展示もあった。
展示内容はホラーを織り交ぜたSM趣向のものが目立ち、全体としてはショッキングで生々しい。拷問などの恐怖感を抱かせる展示も含まれているが、これはかつて併設されていた「世界恐怖館」の展示が流用されているためでもある。田中（1999）は、その一方でスカンクのレビューと称し、一斉に剥製が尻尾を上げて放屁音が鳴る、というような力の抜けた展示も多く、統一感はないとも述べている。
また、四号館の「保健衛生コーナー」は開館当初からのもので、数々の医学模型が陳列されている。これは松野による「胎児への病気感染や妊娠中の喫煙の有害性に気をつけてほしい」という願いから、専門の会社へ製作を依頼したものとされる。この医学展示については、1887年（明治20年）から1963年（昭和38年）にかけて日本国内で盛んに開催された、衛生博覧会の系統を引き継ぐものとする説があり、実際に伊勢館で医学模型のみならず性的なマネキンの製作を請け負っていた「京都科学標本株式会社」が、医学模型を衛生博覧会に納入していた業者でもあったことも、その連続性を裏付けている。
順路の最後には、「立体ポルノ映画」と「馬の交尾ショー」のコーナーが設けられていた。1983年（昭和58年）に始まった「馬の交尾実演ショー」は、1時間ごとの開催を基本としたが、団体客の予約が入った際には随時行われた。当初は6頭の道産馬から始まったが、1993年（平成5年）の時点ではオス30頭・メス5頭の道産馬を主力に、ロバやポニーなども追加されていた。回数はオス馬1頭につき一日に1回で、多ければ数回というペースであった。

### 鳥羽館
元祖国際秘宝館 鳥羽館（がんそこくさいひほうかん とばかん）は、三重県鳥羽市鳥羽1-2382-12に所在した。SF未来館とも呼称される。開業時間は午前8時から午後10時まで。料金は吐夢書房（1982）では1,300円、都築（2023）では2,000円とされている。
建築は4階建てで、エントランスホールと土産物屋がある1階の受付で料金を支払った。2階は全てが「SF未来」フロアとなっている。「SF未来」フロアはストーリー仕立てとなっており、1999年に人類が迎える、試練の物語を描いたものとなっている。その内容は、1999年にノストラダムスの予言通りの破滅的破壊を受けた地球に、宇宙の星を征服して凱旋してきた宇宙基地提督ヒトリー将軍が、人類の再起のため「超未来人間」製造プロジェクトに着手する、というものである。内容は全て創業者の松野が考案したもので、嗜虐趣味に満ちた展示となっている。
最初に、腰布だけの女たちが兵士らに捕らえられる「人間狩り」の場面があり、続いて狩られた人間たちが検査を受け、人間製造に適さない「ダメ人間」が、生体消滅処理装置と称されるプラスチックの球の中で抹殺される場面の展示がある。合格した人間には、より優れた脳やコンピュータ機能、手足や性器の移植が行われる。完成した優秀な男性からは、精液を機械で強制搾取し、同じく完成した美女に機械で強制注入する。そして生まれてきた胎児をカプセルで急速成長させ、あらゆる体位の性教育を施し、受胎と出産を繰り返す「人間製造器」にする、といった場面が続く。最後は最終的に誕生した、上半身が女、下半身が男という未来の支配者、「超未来人間」の展示で締めくくられる。
田中（1999）はこれらの展示について、「このような物語の各場面が、思いきりチープな人形や模型で表現されているのである。そのイメージは、どうしようもないくらい安っぽく凡庸だ。しかも執拗なまでにサディスティックな妄想に彩られている」と評している。吐夢書房（1982）は、「SMタッチの妖しいエロチック・ムードで迫力満点。さながら一篇のSF映画を見ているようで、未来セックスを赤裸々に表現するということではなかなかの見ごたえだ」と述べている。
3階は半分が「東海道五十三次エロの旅」コーナーで、もう半分が陰部神社、玉なで石、性病などの写真を展示した「保健衛生コーナー」となっていた。東海道五十三次のコーナーでは、吉原遊女・湯河原の岩風呂・大井川の女郎・浜松遊女の行水・島原遊女、などの遊び場が再現されていた。
4階は半分が人形を無造作に並べた空間で、中には若き日の松野が錦鯉に陰茎を吸わせた、という実話を再現した蝋人形もある。もう半分はミニ・シアターで、ピンク映画やアダルトビデオが常時上映されていた。

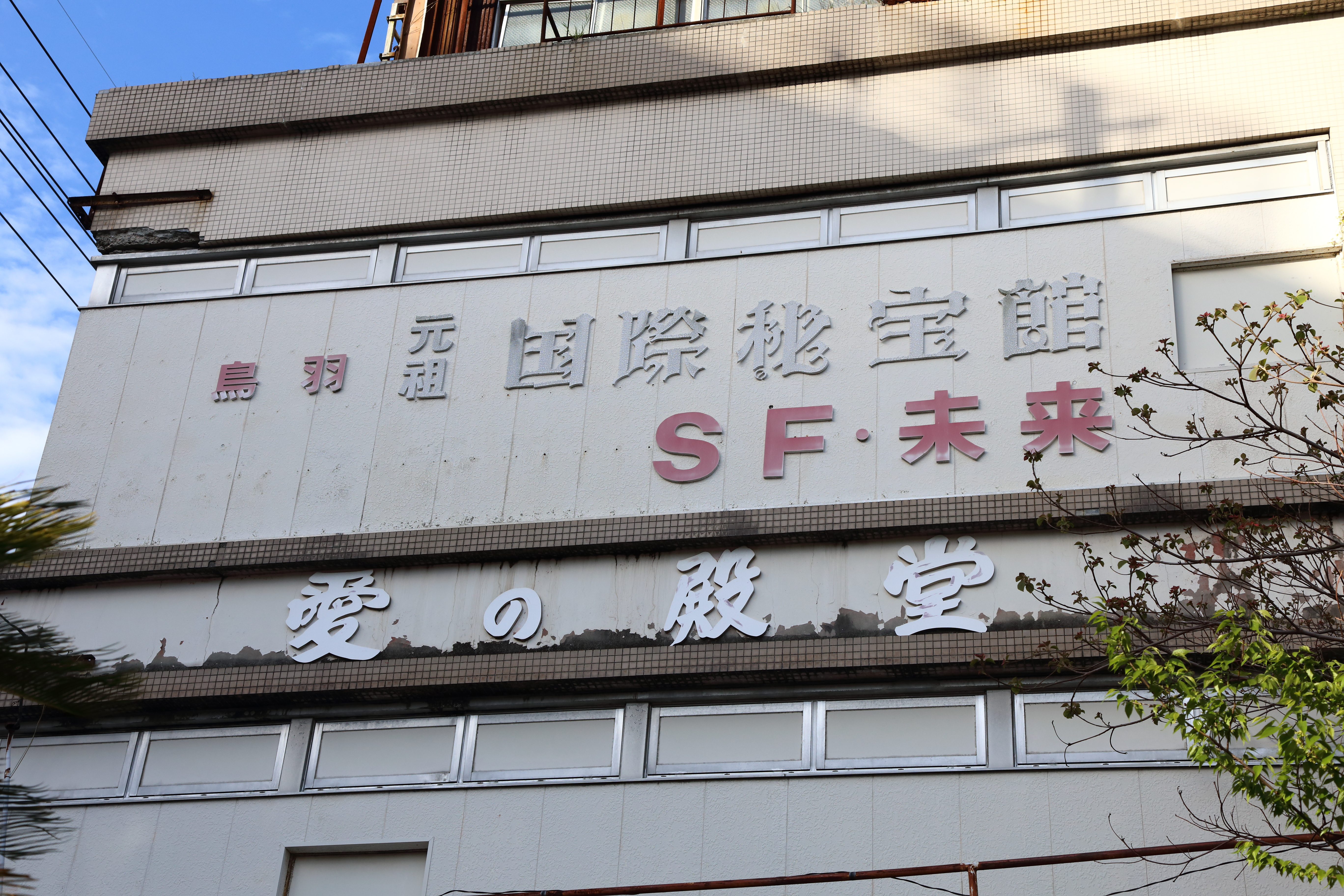
壁面に残されたロゴ
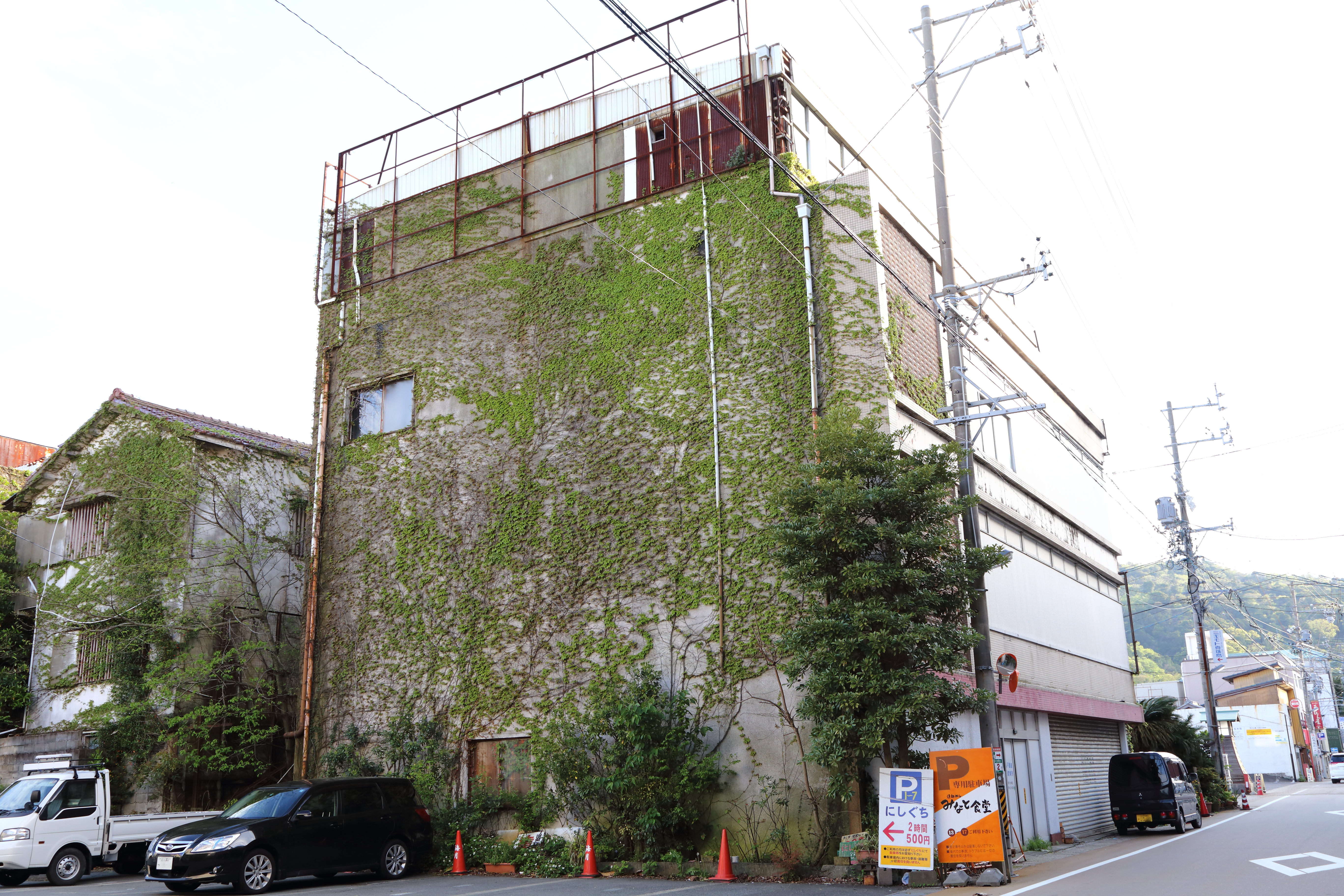
反対側より

### 甲府石和館
元祖国際秘宝館 甲府石和館（がんそこくさいひほうかん こうふいさわかん）は、山梨県東八代郡石和町四日市場1745（現・笛吹市四日市場）に所在した。石和温泉郷内の、勝沼バイパス沿いの立地である。料金は、Aコースが2,000円、Bコースが1,800円。開業時間は午前8時から午後10時まで（1982年時点）。吐夢書房（1982）では、「未来のセックスやパロディ化された楽しいショーアップ形式」の秘宝館と紹介されている。
インド宮殿を模した、赤いレンガ造り風の建物で、1階はレストランと売店、2階が「性の大芸術館」と称した展示空間となっていた。吐夢書房（1982）によれば、甲府石和館の特色は人肌に近いソフトビニール製の精巧な人形が展示されていることで、女性の性感帯を無差別に波状攻撃するロボット、動く電動ペニスなどがあり、カラフルな照明と音響の中で、未来志向のセックスの姿が展開されていたという。その後には、江戸日本橋の遊廓ゾーンが続き、次に性教育コーナー、最後はポルノ映画で締めくくられる展示だった。

## 閉館後

### 伊勢館の展示物
閉館後の伊勢館の展示物については、閉館が決定してのちの2007年（平成19年）3月頃の時点で、松野憲二は、引き取り先を探している最中である旨を語っている。鳥羽館の展示物を以前に引き取った都築響一（後述）もその厖大さから伊勢館のほうまでは引き取りかねたため、まとめて800万円ほどという価格で売却することを考えている、としていた。
その後、医学模型23点については、松野憲二より妙木忍に寄贈され、更に妙木によって、国内の大学医学部に寄贈された。また、トラック数台分の展示物が、静岡県伊東市にあるテーマパーク、まぼろし博覧会へと買い取られた。まぼろし博覧会では、鎌倉シネマワールドなど、閉館した観光施設の展示物を買収しては、館長である鵜野義嗣（セーラちゃん）の手によって改造・展示されており、伊勢館の人形も、秘宝館の展示物であったとは思えないほどに激しく改変され、展示されている。秘宝館の展示物は、元祖国際秘宝館のほか、石和秘宝館ロマンの館など、8ヶ所から展示物を引き取ったとされる。

### 鳥羽館の展示物
閉館後、鳥羽館の一部の展示物は、都築響一によって引き取られている。都築は「こんなに素晴らしいインスタレーション・アートをビルごと潰してしまっていいのだろうか」との思いから松野憲二に会い、「ちょっといい自動車が買えるくらい」の値段で、鳥羽館の展示物を買い取るに至ったという。しかしマネキンだけで数十体に及ぶ展示物は、埼玉県の外れに借りた倉庫にしまい込まれることとなった。
その後、2001年（平成13年）に開催された第1回横浜トリエンナーレで、初めて閉館以来の展示が行われた。この際にはスペースの関係から大幅に展示を縮小せざるを得ず、更にカーテンで目隠しをした上で「18歳未満入場禁止」の立札が設置されたが、大きな人気を集め、行列の待ち時間が2時間近くになるときもあったという。2002年（平成14年）には、東京都渋谷区恵比寿ギャラリーで、『ゑびす秘宝館』と名付けた1ヶ月ほどの展示が行われ、港区青山のデザインイベントでも、大幅なダイジェスト版を3日間展示した。
2007年（平成19年）5月25日から9月24日にかけては、ルクセンブルクの現代美術館で開催された "TOMORROW NOW – When design meets science fiction" において、再現展示が行われている。また2010年（平成22年）には、広島市現代美術館における都築の個展『都築響一と巡る社会の窓から見たニッポン』で「大がかりな再現」を、2013年（平成25年）にはギャラリー新宿座で『新宿秘宝館』と名付けた展覧会で展示が行われた。
一方で都築に引き取られなかった人形も多く、それらはパールクインのバッティングエンター跡に粗大ごみと共に野積みにされたり、鳥羽館の内部に残されたりしていた。鳥羽館の建物自体が閉館後、10年以上も手付かずのまま放置されていた。閉館した伊勢館と共に解体されることが決まった2007年（平成19年）6月、解体業者によりこじ開けられた際には、館内には大量の雨水と鳥や鼠の糞が溜まっており、人形はその中で無残に横たわっている状態だったという。
2023年（令和5年）10月には、都築は東京都墨田区向島に、ギャラリー・カフェバー「都築響一コレクション 大道芸術館」を開設。館内では都築が長年に渡って蒐集した、無名の人物たちの作品が大量に展示され、嬉野武雄観光秘宝館から譲り受けたエアブラシ画や、オリエント工業製のラブドールも置かれるなど、「現在進行形の秘宝館」として空間が造型されている。この建物の3階フロアのほぼ全てを使って、それまで都築が倉庫に保管し続けていた人形や背景セットにより、鳥羽館の部分的な復元展示空間が設けられた。